# 罗马尼亚死刑制度
罗马尼亚死刑制度于1990年被废除，并自1991年以来一直被罗马尼亚宪法所禁止。

## 罗马尼亚统一前
死刑在今天的罗马尼亚有着漫长而多样的历史。穿刺公弗拉德三世（主要统治于1456-62年的瓦拉几亚）因刺穿数千人而臭名昭著。1799年，他的继任者之一康斯坦丁·汉格尔利被奥斯曼帝国勒死、射杀、穿刺并枭首。在摩尔达维亚，关于死刑的最早记载出现在瓦西里·卢普1646年的文本中，而在瓦拉几亚，1652年的类似记载出现在马太·巴萨拉布统治时期。双方都规定，特别严重的罪行，如叛国、杀父或绑架妇女，应处以死刑。只有在死刑犯把土地让给教会，或者和家人一起成为教会的农奴的情况下，宗主国才能宽大处理死刑犯。
在瓦拉几亚的首都布加勒斯特，当男人被指控为盗窃、伪造、叛国、冒充者或法外之徒，那他就会在牛车里被吊死，然后游街。被吊死的尸体会被放置在那里很长一段时间，作为乌鸦的食物。安东·玛丽亚·德尔·基亚罗在1718年的一篇文章中写道，在这条路上的每一个小酒馆里，女人们都会拿着酒杯走出来，让男人喝得酩酩大醉，这样他就不怕死。如果他的母亲或妻子陪着他，他们也会劝他喝酒，在绞刑的时候，他会头晕目眩，不知道发生了什么。格里戈雷四世·吉卡禁止了公开市场处决。第一次关于彻底废除的辩论发生在18世纪中期，最响亮的支持者是康斯坦丁·马夫罗科达特，他在1730年至1769年期间四次统治摩尔达维亚，六次统治瓦拉几亚。然而，19世纪早期犯罪率的上升导致了死刑的恢复。1818年颁布的《瓦拉几亚法》对预谋杀人罪、伪造货币罪、持枪杀人罪和抢劫罪都进行了死刑。在摩尔达维亚，1817年的《卡利马奇法典》允许对杀人、杀父、抢劫、投毒和纵火罪判处死刑。1848年瓦拉几亚革命的领导人呼吁废除废除，并很快发布了一项类似的法令。摩尔达维亚地區的政治領袖不太关注死刑存廢議題，只有米哈伊尔·科格尔尼恰努提出废除死刑。革命被镇压后，在位的大公们维持了死刑，瓦拉几亚的康斯坦丁·坎塔库济诺和摩尔达维亚的格里戈雷·亚历山德鲁·吉卡的刑法中都提到了死刑。
霍里亚，克洛卡和克里安的叛乱者在1785年被奥地利帝国当局（后来控制了特兰西瓦尼亚）以死亡轮处决。里维乌·雷布雷亚努1922年的小说《绞刑的森林》及其1965年改编的电影，借鉴了他的兄弟埃米尔的经历，埃米尔于1917年被绞死，当时奥匈帝国解体，特兰西瓦尼亚与罗马尼亚联合。

## 罗马尼亚王国
现代的罗马尼亚国家是在多瑙河公国统一后于1859年成立的，1864年颁布了《刑法》，除若干战时罪行外，没有规定死刑。受1831年比利时自由主义模式的启发，1866年的宪法确认了对和平时期犯罪的死刑的废除。到19世纪末，只有另外六个欧洲国家废除了死刑，它们分别是：比利时、芬兰、意大利、卢森堡、荷兰和葡萄牙。
1923年《宪法》第16条重申废除和平时期的罪行。然而，不断上升的犯罪率使人们倾向于支持死刑。尽管起草者反对死刑，1936年的新刑法还是纳入了一些法律条款。1938年的《宪法》确立了皇家独裁，扩大了死刑罪行的范围，授权对侵犯王室、对高级公众人物、出于政治动机的谋杀和盗窃期间的杀人行为判处死刑。后来修订了《刑法典》，以执行宪法规定的任务。在扬·安东内斯库的独裁统治下，刑法变得更加专制。盗窃、盗窃武器、纵火、走私和其他几项罪行都被判死刑。在这一期间，死刑也被用作政治镇压某些罗马尼亚共产党成员和反德抵抗战士的工具。例如弗朗西斯·潘奈特和菲利蒙·萨布。根据作家马略·米尔库的说法，战争期间有30名反法西斯者被处决，其中除3人外，其余都是犹太人。

## 共产主义时期
1945年通过了两项关于战争罪的法规，第二年，安东内斯库和他的三名追随者被行刑队处决。根据军事档案，在1949年至1963年之间，于格奥尔基·乔治乌-德治的统治下，罗马尼亚有260人被处决，其中包括卢克雷奇·帕特拉什卡努，尤金·于尔卡努，伯尔尼集团成员约阿尼德·冈，1956年匈牙利革命期间的反共抵抗运动的抗议者。这些处决是在1949年《死刑法》之后发生的，该《死刑法》界定了反对共产主义国家和计划经济的罪行，并在整个1950年代被几项法令修改。他们规定对一些危害国家、和平和人类的罪行判处死刑。根据第202/1953号法令，对国民经济造成严重损害的大规模贪污被列入了符合执行条件的罪行名单。1957年，在共产主义统治下，对严重谋杀罪首次实行死刑。
宣传性的使用主要集中在法律规定的宣传上，而不是针对特定案例的宣传。首先考虑到处决的具体威慑作用，该政权使用死刑主要是为了消灭法西斯分子、破坏分子、民族败类或抵抗团体成员等。虽然也可以直接取消死刑，但当局决定遵循法律程序。这是为了提供合法性的表象，旨在改善政权的形象，也具有普遍的威慑作用。虽然主要的法学家在1956年辩论并试图废除死刑，但在1958年斯大林主义统治者格奥尔基·乔治乌-德治发起了一波新的镇压浪潮后，法律规定和实际使用收紧了。
1958年，为了促使国家保持中立而与外国人接触的行为或战争行为会被被判处死刑，显然是纳吉·伊姆雷在1956年匈牙利革命期间所采取的措施，而且由于苏联占领部队在那年夏天撤离，导致该政权镇压国内异见人士，因此这些措施变得更加紧迫。第318/1958号法令扩大了“经济破坏”和“流氓罪”的定义，一场激烈的打击经济犯罪的运动持续了两年，记录了87人被处决，其中28人只是因为挪用公款。
1969年刑法改革后的一段时期，尤其与壽西斯古的人格有关。这些法律条款，正如他们向更广泛的公众解释的那样，是在宣称该政权的人道主义的精神下制定的，因此归咎于斯大林时期特有的暴力镇压。废除意识形态的梦想，通过一篇关于死刑自然消失的论述，随着新人物的建立和总体上犯罪的减少，得以重新实现。这种意识形态的讨论与严密的法律框架没有联系，更与死刑的解释和政治化使用没有联系。如果我们看一下死刑的不一致使用，看一下由宣传机器散布的各种威慑运动，就可以看出死刑的政治化。
1969年通过的新《刑法》规定了28项死刑，包括经济和财产犯罪。 这个数字在1970年代大大减少了。 1969年至1989年，执行了98次死刑判决； 在此期间被处决的有扬·里马鲁和格奥尔格·斯特凡内斯库。大多数定罪涉及谋杀，但也有一些罪名是大规模盗窃国家财产。例如，1983-1984年，有19人因盗窃公共财产(主要是大量肉类)而被判处死刑，所有这些人都受益于缓刑。
在壽西斯古掌权的整个时期，有104人在吉拉瓦监狱和拉霍瓦监狱被行刑队处决，减刑强化了他作为一个严厉而善良的“人民的父亲”的形象。在吉拉瓦监狱，囚犯被带到监狱的右侧，绑在一根柱子上，由6名、10名甚至12名下级军官射杀。而在拉霍瓦监狱，他们在一间地下房间中被處刑。整个过程都是保密的，通常在上诉被驳回几天后处决，那些在吉拉瓦處決的人通常被埋葬在村里的公墓里。未成年人、孕妇和有3岁以下子女的妇女不适用死刑。1987年5月，扬·皮斯托因严重杀人罪被枪決，这是该政权最后一次执行死刑。罗马尼亚的最后处决就是獨裁者壽西斯古本人和他的妻子埃列娜在1989年罗马尼亚革命中救國陣線革命軍推翻该政权后执行的：他们经过救國陣線成員的作秀公审，然后即時被救國陣線行刑队帶往軍營外空地槍决，由軍人拍攝壽西斯古夫婦處決片段被羅馬尼亞電視台向世界轉播。壽西斯古夫人埃列娜·壽西斯古是现代罗马尼亚唯一被处决的妇女。

## 1989年后
1990年1月7日，即獨裁者齐奥塞斯库被枪杀后只是過了2星期，救国阵线的领导人以法令迅速地废除了死刑並推行民主化改革；一些罗马尼亚人认为这是前共产党人逃避惩罚的一种方式，并在1990年1月的一系列抗议活动中要求恢复死刑。作为回应，领导人安排在1月28日就该问题举行全民投票，但在投票开始前10天取消了投票。1991年2月27日，罗马尼亚批准了《国际盟约第二项任择议定书》(第7/1991号法律)。《宪法》批准12月明确禁止死刑；2003年通过的宪法修订版保留了这一禁令。《宪法》规定，如果修正案会导致对基本权利和自由的压制，就不允许进行任何修改，这被解释为，只要现行《宪法》有效，就不得恢复死刑。罗马尼亚还受《欧洲人权公约》(自1994年5月起)和《欧盟基本权利宪章》(自2007年1月起)的约束，这两份文件都是废死主义文件。在2000年总统选举之前，排名第二的科尼留·瓦迪姆·都铎将重新引入死刑作为他竞选的主要纲领。

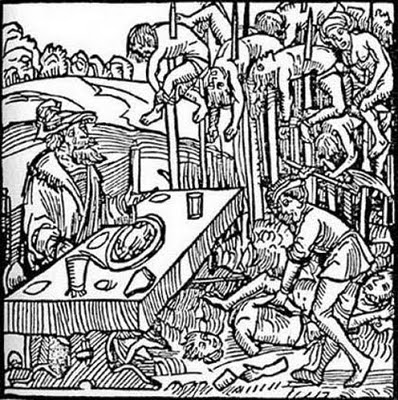
弗拉德三世进行穿刺处决犯人
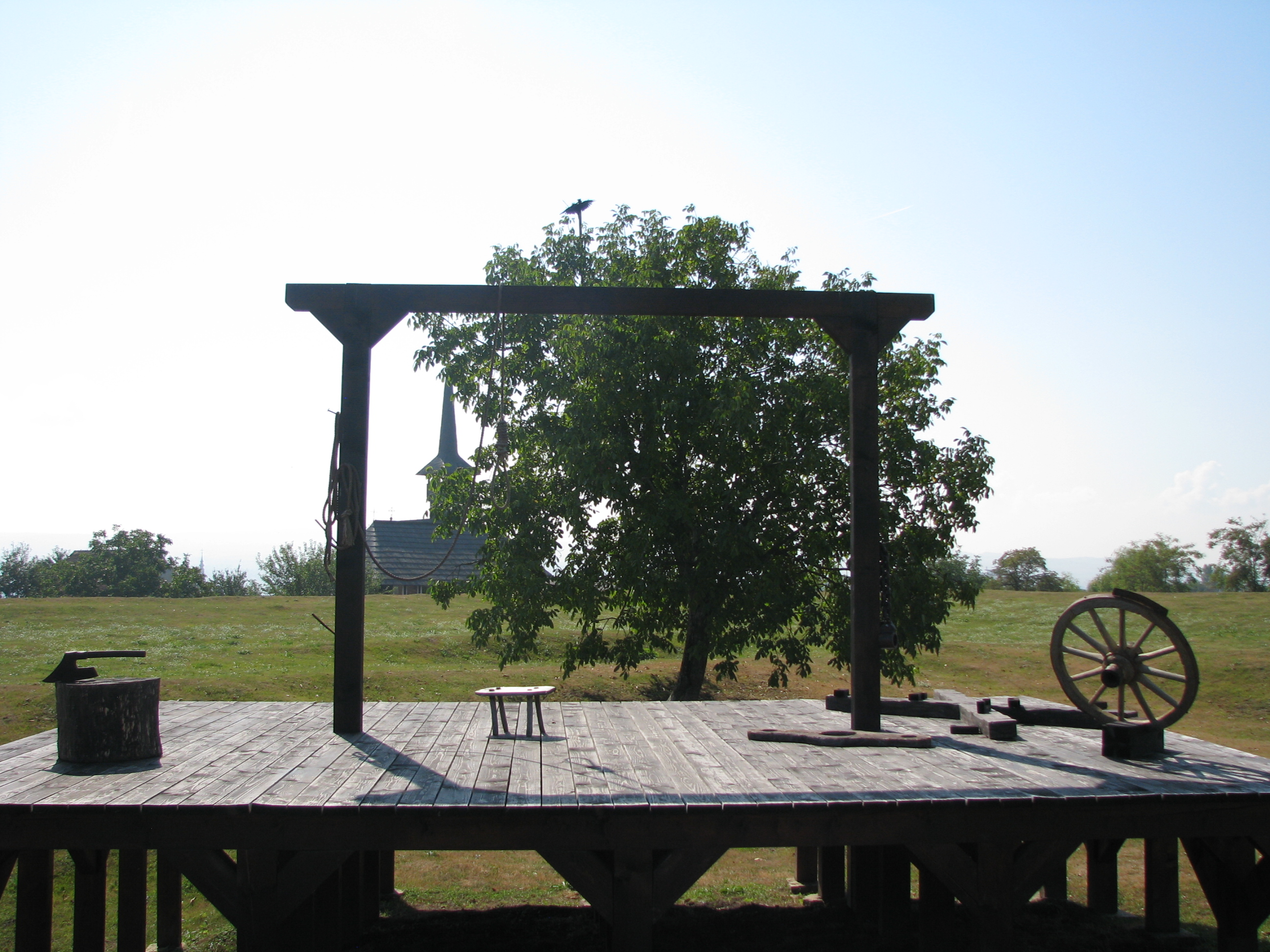
霍里亚，克洛卡和克里安被处决
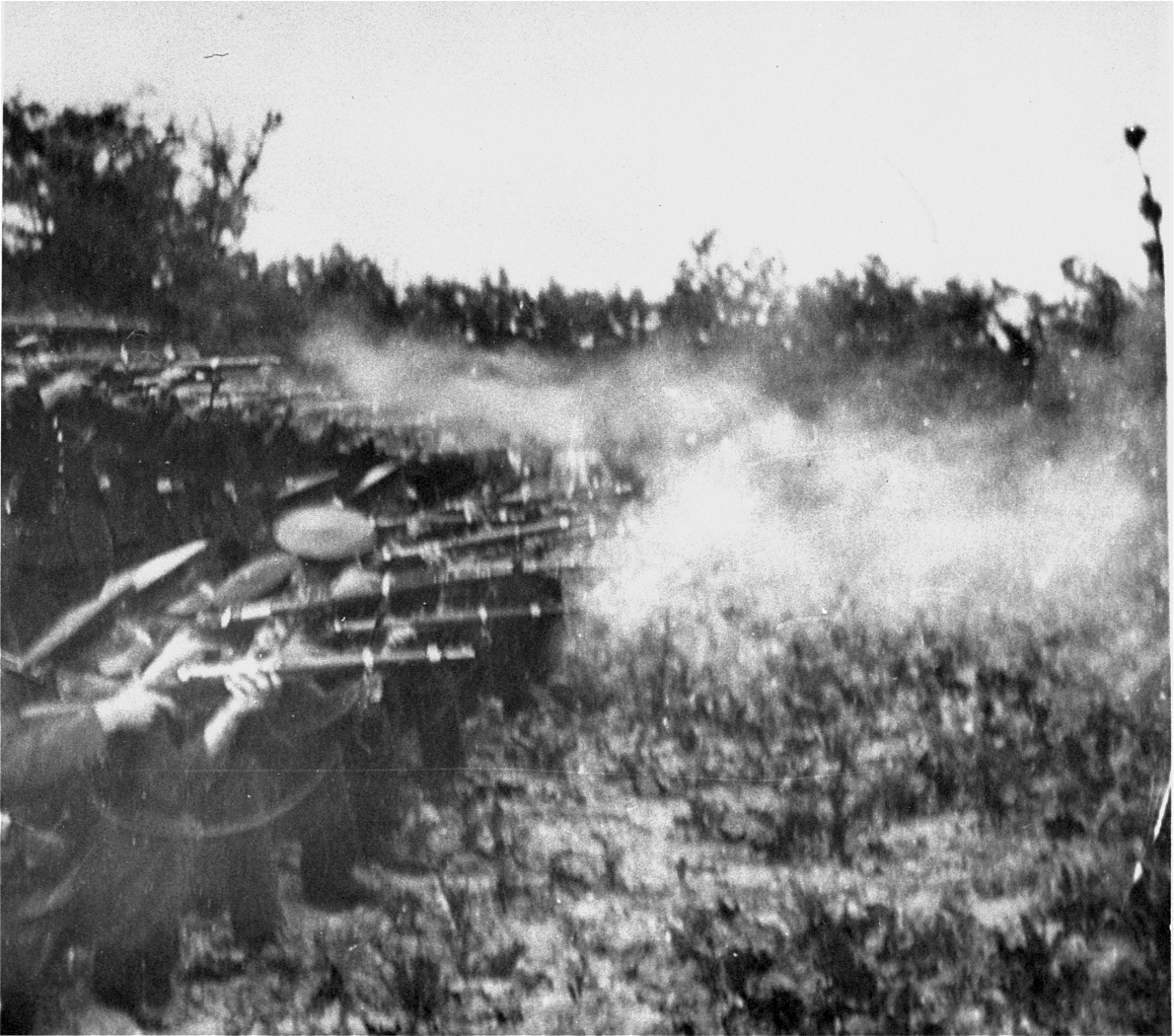
安东内斯库被行刑队处决